# This Is 40
This Is 40 es una comedia escrita y dirigida por Judd Apatow, protagonizada por Paul Rudd y Leslie Mann. Filmada en el verano de 2011 y estrenada en Estados Unidos y Reino Unido el 21 de diciembre de 2012, es un spin-off de Knocked Up (2007).

## Sinopsis
La película amplía la historia paralela de Pete (Paul Rudd) y Debbie (Leslie Mann) de la exitosa película Knocked Up, mientras vemos la forma en que lidian con su estado actual de vida.
Pete (Paul Rudd) y Debbie (Leslie Mann) atraviesan los 40 lidiando difícilmente entre ellos, sus hijas son a veces un fastidio, y tienen problemas de dinero. ¿Cómo pasaran por todo esto? ¿Se encontrarán amor entre ambos?

## Reparto
- Paul Rudd es Pete.
- Leslie Mann es Debbie.
- Melissa McCarthy[2][3][4]
- Megan Fox es Desi.[5]
- Albert Brooks
- John Lithgow es Oliver.[6]
- Ryan Lee es Joseph.
- Jason Segel es Jason.
- Lena Dunham
- Chris O'Dowd
- Billie Joe Armstrong es él mismo.

## Marketing
El primer tráiler de la película se estrenó el 27 de abril de 2012. Collider.com después de ver el tráiler comentó "This Is 40 promete ser la promesa del año" y que "Paul Rudd y Leslie Mann tienen una química impecable".